# University of Cincinnati College of Applied Science
De University of Cincinnati College of Applied Science (CAS) is een college gericht op toegepaste wetenschappen aan de Universiteit van Cincinnati in de stad Cincinnati in de Amerikaanse staat Ohio.

## Geschiedenis
Het werd opgericht in 1828 als het Ohio Mechanics Institute (OMI). In 1969 ging het samen met de universiteit en kreeg in 1978 de naam OMI College of Applied Science. In het verleden werd er naar de school verwezen met de naam College of Applied Science en bood het programma's aan in ingenieurstechniek en aanverwante gebieden. Meer recentelijk ging de CAS samen met het College of Engineering van de universiteit van Cincinnati en wordt er naar verwezen met College of Engineering and Applied science.